# Courtney Dauwalter
Courtney Dauwalter, född 13 februari 1985, är en amerikansk ultramaratonlöpare. Hon har vunnit ett flertal ultramaratonlopp, inklusive Moab 200, Javelina Jundred 100K och Run Rabbit Run 100 mile race. Dauwalter hade tidigare det kvinnliga rekordet för den längsta sträckan sprungen på 24 timmar.

## Ultramaraton karriär
2016 vann Dauwalter Javelina Jundred 100K, ett 100 km långt ultramaraton lopp där hon även satte ett nytt rekord. Samma år vann hon Run Rabbit Run 100-mile race, ett 164 km långt lopp som hon avslutade 75 minuter före andraplatsen. 
2017 satte Dauwalter ett nytt rekord för den längsta distansen någon kvinna sprungit på 24 timmar med 250,08 km. Rekordet sattes under Riverbank One Day Classic. Hon vann även Run Rabbit Run för andra året i rad.
I oktober 2017 deltog Dauwalter i Moab 240, ett 383 km långt ultramaraton lopp genom Moaböknen i Utah i USA. Hon vann både det kvinnliga och det manliga loppet med en tid på 2 dagar, 9 timmar och 59 minuter, över tio timmar före andra platsen. 
Under 2018 deltog Dauwalter i flera kända ultramaratonlopp, bland annat Big's Backyard Ultra, ett 447 km långt ultramaraton där hon slutade på andraplats efter den svenske ultralöparen Johan Steene. Hon vann även det kvinnliga loppet under Western States Endurance Run och slutade på 12 plats bland både män och kvinnor.  I slutet av 2018 gjorde Dauwalter ett försök till att slå sitt eget rekord och springa längre än 250 km under 24 timmar. Försöket gjordes under Desert Solstice 24-Hour; dock var hon tvungen att avbryta loppet efter 100 km. Loppet vanns istället av Camille Herron, som satte ett nytt amerikanskt 100-mile rekord samt ett nytt 24 timmars rekord. 